# Niños Héroes, Morelos
Niños Héroes är en ort i Mexiko.   Den ligger i kommunen Ayala och delstaten Morelos, i den sydöstra delen av landet, 80 km söder om huvudstaden Mexico City. Niños Héroes ligger 1 237 meter över havet och antalet invånare är 546.
Terrängen runt Niños Héroes är kuperad åt sydväst, men åt nordost är den platt. Runt Niños Héroes är det ganska tätbefolkat, med 222 invånare per kvadratkilometer. Närmaste större samhälle är Cuautla Morelos, 5,5 km norr om Niños Héroes. Omgivningarna runt Niños Héroes är en mosaik av jordbruksmark och naturlig växtlighet.